# Endonura urotuberculata
Endonura urotuberculata is een springstaartensoort uit de familie van de Neanuridae. De wetenschappelijke naam van de soort is voor het eerst geldig gepubliceerd in 2000 door Pomorski & Skarzinski.